# Inhumanos (cómic)
Los Inhumanos (Homo sapiens inhumanus) son un grupo ficticio de superhéroes que aparecen en los cómics estadounidenses publicados por Marvel Comics. La serie de cómics por lo general se ha centrado más específicamente en las aventuras de la Familia Real Inhumana, y muchas personas asocian el nombre "Inhumanos" con este equipo particular de personajes superpoderosos.
Los Inhumanos aparecieron por primera vez en Fantastic Four # 45 (diciembre de 1965), aunque los miembros Medusa y Gorgon aparecieron en números anteriores de esa serie (# 36 y # 44, respectivamente). Su hogar, la ciudad de Attilan, fue mencionado por primera vez años antes, en una historia de Tuk the Caveboy escrita y dibujada por Jack Kirby que apareció en Captain America Comics # 1 (marzo de 1941). La ciudad fue descrita como el hogar de una raza que se desarrolló evolutivamente cuando los seres humanos todavía estaban en la Edad de Piedra.
La Familia Real Inhumana se ha adaptado a numerosas series animadas y videojuegos de Marvel a lo largo de los años. 
Los personajes inhumanos se introdujeron en Marvel Cinematic Universe (MCU) en acción en vivo en la segunda temporada de Agents of S.H.I.E.L.D., mientras que la Familia Real Inhumana aparece en la serie de televisión Inhumans, que se estrenó en 2017; esta última serie fue muy criticada y duró solo una temporada. Anteriormente, Marvel Studios anunció una propuesta de adaptación cinematográfica de los Inhumanos en 2014, pero luego se eliminó de su pizarra y nunca llegó a buen término. La raza Inhumana estuvo representada por la aparición de Black Bolt en la película del Universo cinematográfico de Marvel (MCU) Doctor Strange en el multiverso de la locura (2022), interpretado por Anson Mount, quien repitió su papel de la serie de televisión.

## Historial de publicaciones
Los Inhumanos aparecieron por primera vez en Fantastic Four #45 (diciembre de 1965). Los Inhumanos aparecieron como personajes de respaldo en Thor #146 (noviembre de 1967) a #152 (mayo de 1968) que contenía su primera historia extensa de origen. Luchan contra Silver Surfer en Silver Surfer #18 (septiembre de 1970). La primera serie de historias de los Inhumanos, cuyos seis primeros números fueron escritos y dibujados a lápiz por su coautor Jack Kirby, aparecieron en Amazing Adventures #1 (agosto de 1970) a #10 (enero de 1972). Los personajes recibieron su propia serie homónima en octubre de 1975, que se publicó durante 12 números y terminó en agosto de 1977. Todos menos el número #9 fueron escritos por Doug Moench, quien dijo que estaba fascinado con la narrativa Shaggy God de los Inhumanos. Una continuación del final de la serie apareció en Captain Marvel #53 (noviembre de 1977).
Los inhumanos estuvieron ausentes de las publicaciones durante gran parte de la década de 1980, y solo aparecieron en su propia novela gráfica en 1988, escrita por Ann Nocenti e ilustrada por Bret Blevins. Nocenti siguió haciendo que los Inhumanos Karnak y Gorgon apoyaran a los miembros del elenco en Daredevil desde el número 272 (noviembre de 1989) hasta el número 283 (agosto de 1990).
Una serie limitada de Inhumanos de Paul Jenkins y Jae Lee se publicó en 12 números desde noviembre de 1998 hasta octubre de 1999. La serie, que usó a los Inhumanos como una alegoría social de los EE. UU., ganó un Premio Eisner a la Mejor Serie Nueva y estableció a los Inhumanos como personajes viables en la venta de cómics. Una serie limitada de cuatro números de los escritores Carlos Pacheco y Rafael Marín y el artista José Ladrönn se publicó en el año 2000. El cuarto volumen (2003-2004, 12 números) se enfocó principalmente en nuevos personajes dentro de la sociedad de los Inhumanos.
En 2007, los Inhumanos aparecieron en la serie limitada Silent War del escritor David Hine, y el artista Frazer Irving.
Después de los eventos de la Invasión Secreta, los Inhumanos aparecieron en una parte de la historia de la Guerra de los Reyes, con Black Bolt siendo el rey de los Kree y enfrentándose a Vulcan, quien está liderando al Shi'ar.
El evento de 2013, Infinity, dio lugar a importantes cambios en el statu quo para el grupo, con muchos nuevos Inhumanos, o "NuHumans", que aparecen como resultado de la detonación de la Bomba Terrigen. El escritor Charles Soule se convirtió en el principal escritor de la franquicia Inhumana, comenzando con la serie Inhumanos que se publicó en 14 números desde abril de 2014 hasta junio de 2015. La NuHuman Kamala Khan también se convierte en la protagonista de su propio título, Ms. Marvel (volumen 3). Tras el evento Secret Wars, la franquicia se expandió a dos títulos en curso, Uncanny Inhumans, que se publicó en 20 números de 2015 a 2017 y All-New Inhumans, que se publicó durante 11 números. Ha habido dos títulos derivados, Karnak en 2015 por seis números escritos por Warren Ellis y dibujados por Gerardo Zaffino y Roland Boschi y Black Bolt con 12 números del 2017 a 2018 escrito por Saladin Ahmed y dibujado por Christian Ward. En 2017, Marvel anunció dos series relacionadas con la familia real inhumana. Reales, escrita por Al Ewing y dibujadas por Kevin Libranda, que fue cancelada después de 10 números, y una miniserie de cinco números llamada Inhumans: Once & Future Kings escrita por Christopher Priest y dibujada Phil Noto que exploró los orígenes de la familia real.
En julio de 2018, Marvel lanzó una nueva miniserie de cinco números llamada Muerte de los Inhumanos escrita por Donny Cates y dibujada por Ariel Olivetti.

## Historia
Al comienzo de la Guerra Kree-Skrull, hace millones de años en el tiempo de la Tierra, el alienígena Kree estableció una estación en el planeta Urano, una posición estratégica entre los imperios Kree y Skrull. A través de su trabajo en esta estación, descubrieron que la vida sensible en la Tierra cercana tenía potencial genético invertido en ella por los Celestiales alienígenas. Intrigado, el Kree comenzó a experimentar con el entonces primitivo Homo sapiens de la Tierra para producir la raza inhumana genéticamente avanzada. Su objetivo era aparentemente doble: investigar posibles formas de eludir su propio estancamiento evolutivo y crear una poderosa raza de soldados mutantes para usar contra los Skrulls. Aunque sus experimentos tuvieron éxito en la creación de una cepa de la humanidad con habilidades extraordinarias, los Kree abandonaron su experimento porque una profecía genética había predicho que los experimentos eventualmente conducirían a una anomalía que destruiría la Inteligencia Suprema Kree.
Nacido aproximadamente en el año 50 000 a. C., Tuk el Niño de las Cavernas fue el primer descendiente de los Inhumanos.
Los Inhumanos formaron una sociedad propia, que prosperó en aislamiento del resto de la humanidad y desarrolló tecnología avanzada. Los experimentos con la mutagénica Niebla Terrígena (un proceso conocido como Terrigénesis) les dieron varios poderes, pero causaron daños genéticos y deformidades duraderos. Esto condujo a un programa de reproducción selectiva a largo plazo en un intento de mitigar los efectos de estas mutaciones. La Niebla Terrigena es un mutágeno natural, que surge como vapor de los Cristales Terrigen, que son capaces de alterar la biología Inhumana. Las Nieblas fueron descubiertas por el genetista Inhumano Randac hace aproximadamente 25.000 años. Se sumergió en las Nieblas y obtuvo poderes mentales comparables a los de los Eternos.Después de siglos de eugenesia y control de la natalidad, los Inhumanos lograron mitigar el daño genético y cultivaron un uso más responsable de las Nieblas Terrigen. La práctica que desarrollaron fue dejar que solo los especímenes genéticamente perfectos sufrieran las mutaciones aleatorias provocadas por las Nieblas. Su teoría era que el análisis genético podía evitar el riesgo de mutaciones horribles y animales en un individuo. Sin embargo, hay ejemplos en todo el canon de los Inhumanos en los que un Inhumano expuesto se convirtió en un retrógrado, a veces sin mente y evolutivamente inferior. El término Alfa Primitivos fue acuñado para estos desafortunados parias de la sociedad Inhumana, que durante siglos se convertirían en el ganado reproductor de una raza esclava. El resentimiento hacia este sistema de castas a veces surge, y los Alfa Primitivos han tratado de derrocar a sus gobernantes en múltiples historias, a menudo como resultado de la manipulación de un tercero.
La sociedad y la cultura de Attilan se basan en un sistema de creencias conformistas que permite la individualidad en lo que se refiere al desarrollo genético y la capacidad física y mental, pero exige una conformidad rígida en el sentido de que a cada miembro de la sociedad se le asigna un lugar dentro de esa sociedad de acuerdo con esas habilidades luego de la exposición a la Niebla Terrigena. Una vez asignado, ningún Inhumano, sin importar cuán grande o poderoso sea, puede cambiar su lugar dentro de este rígido sistema de castas. Sin embargo, como excepción, un miembro de la Familia Real, Crystal, se casó fuera de la raza Inhumana con el mutante Quicksilver/Mercurio.
Los Inhumanos son liderados por su rey, Black Bolt/Rayo Negro, y su Familia Real, que consiste en Medusa, Karnak, Gorgon/Gorgón, Tritón, Crystal, Máximus el Loco y el perro Lockjaw/Mandíbulas. Tanto Crystal como Medusa han sido miembros de los 4 Fantásticos; Crystal también ha sido miembro de los Vengadores. 
Black Bolt ha guiado a los Inhumanos a través de algunos de los momentos más turbulentos de su historia, incluidos varios intentos de usurpar el trono por Maximus, revueltas de la clase obrera (con su emancipación final), ataques de renegados humanos, el secuestro de Medusa, la destrucción y reconstrucción de Attilan, y la revelación de la existencia de los Inhumanos a la humanidad. 
Su papel de Black Bolt como rey de los Inhumanos ha sido tumultuoso. La primera gran crisis ocurrió cuando él y Medusa concibieron un hijo (Ahura). Medusa dio a luz al niño desafiando al Consejo Genético, que sintió que el linaje de Black Bolt era demasiado peligroso para transmitirlo. El Consejo, sin embargo, llevó al niño a examinar y prohibió el contacto de los padres. Medusa escapó a la Tierra con miembros de la familia real solo para ser acosada por Maximus. Black Bolt estaba dividido entre su amor por la familia y su deber de respetar el Consejo Genético, y fue solo cuando el Consejo se reveló a usar a su hijo en un complot en su contra que finalmente se volvió contra el Consejo. Con eso, renunció a la corona como rey de los Inhumanos. Por un tiempo, vivieron lejos de Attilan, pero regresaron en tiempos de necesidad.
La existencia secreta de la raza ha salido a la luz entre el público en general, ya que los Inhumanos interactúan más a menudo con muchos de los superhéroes de la Tierra, incluidos los Cuatro Fantásticos, los Vengadores y los X-Men, a quienes han ayudado contra amenazas tales como Doctor Doom, Ultron 7, Magneto y Apocalipsis. Sin embargo, nadie acudió en ayuda de los Inhumanos cuando un ejército de mercenarios portugueses atacó a Attilan, que ahora se encontraba en ruinas atlantes en ascenso. Esto fue en realidad un golpe de Estado orquestado por el hermano de Black Bolt, Maximus.
La sociedad inhumana cambió radicalmente cuando Ronan el Acusador intentó usar a los Inhumanos como un ejército para interrumpir el control Shi'ar de los Kree después de su derrota en la Guerra Kree-Shi'ar. Apareciendo sobre la ciudad de Attilan, Ronan tomó el control en un ataque sorpresa y obligó a los Inhumanos y a su rey, Black Bolt, a obedecer, o destruiría su único hogar y todos los que se encontraban en él. También exilió a Maximus y los Alpha Primitivos a la Zona Negativa. Durante su tiempo en servidumbre forzada, Ronan reveló que los Inhumanos siempre habían sido destinados como armas al servicio de los Kree. Con este fin, muchos de los atributos genéticos que se codificaron en ellos durante los experimentos originales estaban destinados a darles las habilidades y apariencias de varias razas alienígenas, con la idea de que estos esclavos inhumanos podrían ser utilizados para infiltrarse en mundos y razas alienígenas para llevar a cabo espionaje o asesinatos para debilitar conquistas potenciales. Ronan usó a los Inhumanos para lanzar ataques contra naves y bases, interrumpir un tratado entre los Shi'ar y Spartax, Lilandra.
Eventualmente, Black Bolt buscó liberar a su gente desafiando a Ronan a una batalla personal. Si Ronan ganaba, los Inhumanos continuarían sirviéndole. Si el rey ganaba, los Inhumanos serían liberados. Después de una terrible batalla, Black Bolt ganó y Ronan, demostrando que el Kree todavía tenía honor, cumplió su palabra y dejó a los Inhumanos. Todo no había terminado, ya que los Inhumanos no estaban dispuestos a seguir a Black Bolt de regreso a la Tierra. La presión se había estado construyendo en la sociedad cerrada de Attilan desde que se estableció un contacto abierto con el mundo exterior. Durante su esclavización por Ronan, los Inhumanos habían deseado su libertad, pero habían desarrollado un sentido de orgullo en su poder y una creencia en su propio destino. Ya no creían que Black Bolt o la familia real estuvieran en condiciones de guiarlos en la nueva vida que deseaban, y desterraron a la familia real de Attilan. La familia real regresó a la Tierra para encontrar su destino. Después de sufrir intolerancia mientras vivían en el Edificio Baxter con los Cuatro Fantásticos y de rechazar el asilo político de Latverianos por el Dr. Doom, la familia real regresó a Attilan, que estaba ubicada en el Área Azul de la Luna. Los Inhumanos intentaron fomentar mejores relaciones con la Tierra enviando estudiantes a la Universidad de Wisconsin.

### Hijo de M
En los eventos de Son of M, Quicksilver robó los Cristales Terrigen en un intento de recuperar sus poderes y curar a los mutantes desactivados del Día-M. El robo llevó a un conflicto en Genosha entre los mutantes reactivados (cuyos poderes regresaron como demasiado poderosos para su propio bien causando su eventual rendición), los Inhumanos y la Oficina de Emergencia Nacional de los Estados Unidos. El conflicto terminó con la UNO confiscando los Cristales Terrigen, un acto que incitó a Black Bolt a declarar verbalmente la guerra a los Estados Unidos.

### Guerra silenciosa
En enero de 2007, comenzó la miniserie Silent War, con Gorgon lanzando un primer ataque en Nueva York. Aunque los Inhumanos logran recuperar los cristales, el episodio termina con Maximus tomando nuevamente el control de Attilan.

### Nuevos Vengadores: Illuminati
Se ha revelado que Black Bolt ha sido reemplazado por un impostor Skrull, en un marco de tiempo después de la Guerra Silenciosa, pero antes de la Guerra Mundial Hulk. El impostor se reveló a los Illuminati y fue asesinado. Tanto la ruptura repentina entre Medusa y Black Bolt aparente en Silent War como la derrota posterior de Black Bolt a manos de Hulk en la Guerra Mundial Hulk podrían atribuirse a este desarrollo, ya que es incierto cuándo Black Bolt podría haber sido reemplazado por su duplicado de Skrull.

### Invasión secreta: Inhumanos
Escrita por el escritor de los Héroes, Joe Pokaski, esta historia se adentra en cómo la Familia Real Inhumana trata con la noticia de que Black Bolt había sido reemplazado por un impostor Skrull. Los Skrull atacan a Attilan mientras que Black Bolt se revela como un prisionero de los Skrulls, quienes pretenden usar su voz como un arma de destrucción masiva. La Familia Real Inhumana derrotó a varios soldados de Skrull y tomó una nave Skrull con el objetivo de llevar la guerra a los Skrulls y salvar a Black Bolt. Con la ayuda de los Kree, rescatan a Black Bolt y regresan a Attilan.

### Dark Reign
La familia real inhumana se enfrenta a Unspoken, un primo de Black Bolt.

### Guerra de Reyes
Finalmente, al decidir que ya no serán utilizados ni abusados por otras razas, los Inhumanos toman medidas drásticas para garantizar su supervivencia como raza. Con ese fin, activan una serie de máquinas latentes largas debajo de la ciudad de Attilan, transformándola en una gigantesca nave estelar, impulsada por la voz de Black Bolt. Al liberarse de su lugar de descanso en la Luna, Attilan ingresa al hiperespacio y rastrea los restos de la Armada Skrull, erradicando por completo. Cuando Attilan ingresa al espacio Shi'ar, atrae la atención de tres buques de guerra Shi'ar, quienes les ordenan que se vayan o abrirán fuego. Ellos también son destruidos sin piedad.
Attilan llega al planeta Hala, destruye el escudo protector que protege su debilitado imperio y entra al planeta. La familia real confronta a Ronan el Acusador, quien está sirviendo como rey. Admitió que sentía que solo estaba ocupando el puesto de gobernante para su verdadero rey, Black Bolt, pero Black Bolt declinó el asiento del rey.

### Reino de Reyes
La T-Bomb ha matado a Black Bolt, dejando el liderazgo a la Reina Medusa. La Familia Real Inhumana lucha por mantener su control sobre el imperio Kree. La revuelta de los Alpha Primitivos, Maximus intenta tomar el trono, las rebeliones de la aristocracia Kree se levantan, lo que erosiona la regla del Inhumano.

### Inhumanos Universales
De vuelta en la Tierra, los Cuatro Fantásticos se encuentran con un grupo interestelar de Inhumanos formados por los Centauros, los Espectros Directos, los Kymellianos y los Badoons. Estos nuevos Inhumanos revelan que los Kree experimentaron en otras razas interestelares, aparte de los humanos, y usaron métodos distintos a las Nieblas de Terrigen. Los Inhumanos Universales resultantes se han unido y viajado a la Tierra en busca de Black Bolt, quienes creen que guiarán a su gente colectiva en una eventual toma de control de la Tierra. Cuando Black Bolt regresó, los Universal Inhumans llegaron a la luna de la Tierra donde se revela una profecía que gira alrededor de las cuatro ciudades. Juntos van a la Tierra para derrotar a los cuatro Juncos del Consejo Interdimensional.
Mientras tanto, la Inteligencia Suprema resucitada ordena al Kree lanzar un ataque para destruir la Tierra y los Inhumanos en un intento de evitar que la profecía genética ocurra. Ellos son repelidos por los Inhumanos en su persecución.

### Infinity
Durante los eventos de Infinity, Thanos y sus fuerzas atacan a Attilan y ofrecen ahorrarle a la ciudad a cambio de un tributo: la muerte de todos los Inhumanos entre las edades de 16 y 22. Black Bolt supone que la ofrenda es un ardid para ocultar el hecho, Thanos en realidad desea la muerte de Thane, un joven medio inhumano que había engendrado años antes. Maximus hizo que Eldrac transportase a los Inhumanos restantes a diferentes lugares para evitar que Thanos los matara. La búsqueda de Thane finalmente revela que las tribus Inhumanas secretas han existido en la Tierra durante años y se aparearon con su población, produciendo una cantidad de humanos aparentemente normales que poseen genes Inhumanos inactivos. En respuesta a la amenaza de Thanos, Black Bolt y Maximus evacuan a Attilan antes de destruirlo como una muestra de desafío. La destrucción de la ciudad activa la bomba de Terrigenisis, una creación de Maximus, que propaga la niebla de Terrigen en todo el mundo y activa habilidades especiales en numerosos humanos desprevenidos que eran descendientes inhumanos.

### Inhumanidad
Durante la historia de la inhumanidad, Karnak quedó mentalmente marcado por los acontecimientos y comenzó a destruir el lado oeste superior de Manhattan, balbuceando y sollozando incontrolablemente. Fue detenido por los Vengadores. En la Torre Stark, Karnak explicó a los Vengadores lo que sucedió durante su pelea con Thanos y lo que significó para los Inhumanos. Cuando se cuestionaba a sí mismo por la razón por la cual Black Bolt diseminaría las Nieblas de Terrigen y lo que sucedería a continuación, Karnak tuvo una epifanía en la que finalmente vio "la culpa en todas las cosas". Él le dijo a Medusa quien estuvo presente durante su interrogatorio que necesitaba olvidar todo lo que creía conocer, ignorar los instintos y olvidar el pasado. De lo contrario, todo estaría perdido. Después de esta revelación en la que afirmó que era demasiado tarde para olvidar una vida de error, Karnak rompió la ventana de su celda de contención y saltó de la Torre Stark suicidándose.
Más tarde se reveló que hay otra ciudad inhumana llamada Orollan que se encuentra en algún lugar de Groenlandia. El Inhumano Lash es de Orollan ya que planea reclutar a los descendientes inhumanos para que trabajen para él. A medida que pasan los meses, Medusa también comienza a reunir a los descendientes inhumanos (llamados NuHumans por muchos) y revela la existencia de los Inhumanos al mundo. Attilan se reconstruye a partir de sus restos en el río Hudson, en una ciudad llamada New Attilan, sirviendo como una nación independiente que da la bienvenida a todos los Inhumanos y está abierta a cualquiera que desee visitarla.
Crystal lleva a un equipo de Inhumanos en el barco de transporte llamado RIV, o Vehículo Real Inhumano, para seguir la Nube Terrigen y proteger a cualquier NuHumans. En Australia encuentra a un skinhumano Inhumano con poderes que le cambia la piel y un curandero llamado Panacea. Su equipo visitó el reino ermitaño de Sin-Cong para explorar por qué no ha habido NuHumans en ese país. Su equipo luego investiga misteriosos "skypears" que aterrizaron en todo el mundo. Ellos investigan un skyspear en China, pero son encontrados con sospecha por el Hombre Colectivo y la Fuerza de Defensa del Pueblo. El skyspear ataca a los Inhumanos y la Fuerza de Defensa del Pueblo, debilitando temporalmente al Hombre Colectivo. Flint, sin darse cuenta de que está despoblado, casi lo mata con un ataque de roca, que traumatiza a Flint. Crystal decide abandonar China y viajar a África con Ana Kravinoff como guía para encontrar a la familia de Flint en las montañas Chimanimani de Mozambique, África en la oculta ciudad inhumana de Utolan. A su regreso a Attilan, Panacea se identifica con el sufrimiento de Gorgon y cura su parálisis como práctica antes de que ella pruebe sus habilidades con su hijo en coma.

### Civil War II
La nube de Terrigen se extiende sobre Ohio, donde transforma a dos estudiantes de la Universidad Estatal de Ohio llamados Ulysses Caín y Michelle en Inhumanos. Mientras Michelle emergía como una bestia de piel roja con alas y cola, Ulysses emergió sin cambios pero con la capacidad de precognición. Iron Man más tarde se infiltró en New Attilan para reclamar a Ulysses después de luchar contra Medusa, Crystal y Karnak. Esto lleva a los Inhumanos a dirigirse a la Torre Stark para reclamar a Ulysses, lo que lleva a los Vengadores, los Ultimates y S.H.I.E.L.D. a involucrarse. Cuando Ulysses proyecta su última visión que muestra a un Hulk revoltoso de pie sobre los cadáveres de los superhéroes, esto hace que los Inhumanos más jóvenes presentes lloren.

### Inhumanos vs. X-Men
Beast trabaja con Iso para encontrar una manera de contrarrestar la nube de Terrigen, ya que Medusa le dice a la Familia Real Inhumana que esté preparada en caso de que los X-Men actúen contra ellos mientras la nube de Terrigen se sature. Cuando la disminución de la nube de Terrigen amenaza con hacer que la Tierra sea inhóspita para los mutantes lo suficiente como para que Emma Frost, Magneto y Tormenta planeen destruir la nube de Terrigen, Bestia vuelve a Attilan para hablar con la familia real solo por Emma Frost. para seguir adelante con el ataque. Los X-Men eliminan a la mayoría de la Familia Real Inhumana y los atrapan en el Limbo. Después de escuchar a Iso sobre por qué los X-Men quieren destruir la nube de Terrigen, Medusa es la que destruye la nube de Terrigen. Medusa abdica del trono y le da todos los deberes de liderazgo a Iso, sabiendo que su gente no entenderá por qué destruyó la nube de Terrigen restante. Ahora libre de la carga de ser una reina, Medusa se reúne felizmente con Black Bolt en la Habitación Tranquila.

### Encuentro con los Progenitores
Medusa destierra a Maximus a una prisión interdimensional, luego con Noh-Varr, Crystal, Black Bolt, Flint, Gorgon y el Capitán Swain guían al antiguo mundo de trono de Kree de Hala para descubrir los orígenes de Terrigen y ofrecer un futuro para su gente condenada. Durante el viaje aprenden los cuerpos de cambio de Maximus y Black Bolt, por lo que Black Bolt fue desterrado. Para complicar aún más las cosas, Medusa se pasa la mano por su poderoso cabello solo para arrancar un gran grupo, lo que la obliga a anunciar a su equipo que ella se está muriendo. Pronto es aparente que la decisión de Medusa de destruir la Nube Terrigen es la razón que está afectando a Medusa. Ella hizo lo que tenía que hacer para salvar a la raza Mutante, pero al hacerlo había condenado el futuro de su gente. Debido a que Medusa había presionado el botón, ese acto tuvo la consecuencia de drenar gradualmente las energías vitales de ella. Parecido a morir de un corazón roto, Medusa había actuado para poner fin a una herencia cultural que había durado milenios y su cuerpo esencialmente ha optado por acabar con ella. Su única esperanza ahora es encontrar los secretos del Terrigen y devolverle una nueva fuente a su gente, para que ella también pueda ser revitalizada. Los Inhumanos y Noh-Var descubren información sobre el Primagen que fue utilizado por los Progenitores para crear el Kree y de qué deriva el Terrigen. Cuando los Inhumanos obtienen el Primagen de los Progenitors, Granja Mundial y Gorgon compra tiempo a sus compañeros Inhumanos para escapar, Maximus toma una muestra del Primagen y tiene una visión donde los Progenitores atacan la Tierra en represalia por el robo del Primagen. Mientras que en el plano astral con Black Bolt, Medusa y Black Bolt acordaron continuar como socios y no como amantes. Cuando Medusa toma el Primagen, restaura su cabello y su salud, al mismo tiempo que provoca una reacción violenta en el Progenitor atacante para destruir a los Progenitores que se acercan, lo que causa que los Progenitores de la Clase de Ordenadores vean el ataque de la Granja Mundial para salvar a la Tierra de su invasión.

### Estableciendo New Arctilan
Tras su regreso de Progenitores "Granja Mundial", los miembros de la antigua Familia Real Inhumana y sus aliados se establecieron en la Luna, donde Marvel Boy creó utilizando la tecnología Kree de su universo nativo, una atmósfera de bolsillo que rodea el cráter Leibnitz, que fue apodado Área gris de la luna. Dentro del cráter, Flint usó tanto Moon rock como su propio cristal de cuerpo para construir la nueva base de los Inhumanos, New Arctilan.

### Muerte de los Inhumanos
Los Kree han iniciado una campaña de asesinatos para obligar a Black Bolt a unirse al Imperio Kree. Este ultimátum provoca la muerte de miles de Inhumanos con la palabra "Únete o Muere" tallada en sus cuerpos, lo que obligó a Black Bolt a convocar a las cuatro Reinas de las tribus Inhumanas Universales para responder a esta amenaza. Sin embargo, la reunión va lejos de lo planeado, ya que un verdugo Inhumano llamado Vox, un Super-Inhumano creado por los Kree, comienza su sangriento alboroto por el lugar. Cuando Black Bolt y su familia real llegaron al lugar de reunión, descubren los cuerpos de Oola Udonta, Aladi Ko Eke, Onomi Whitemane y Goddess Ovoe, con las mismas tres palabras escritas con su sangre en una pancarta que cuelga sobre sus cadáveres y finalmente se dan cuenta de que cayeron en una trampa cuando uno de los Inhumanos muertos estaba conectado con un explosivo. Si bien la mayoría del grupo de Black Bolt logró salir con vida, gracias a Lockjaw, Triton no tuvo tanta suerte y murió en la explosión. Black Bolt luego envió a Lockjaw a New Arcilan para recuperar a su hermano Maximus. Sin que ellos lo supieran, Vox y sus hombres ya habían llegado a Nuevo Arcilan y comenzaron a asesinar a todos los Inhumanos con los que se encontraban, viejos o nuevos. Armado con todas las habilidades de los Inhumanos y sin humanidad, Vox corta fácilmente a su presa con sus poderes o su guadaña de energía. Incluso Maximus no puede derrotar a Vox, ya que rápidamente pierde un brazo incluso por intentarlo. Lockjaw luego llega y se une a Maximus en un intento de detener a Vox por su cuenta. Sin embargo, no pueden derrotar a Vox ya que dispara una explosión de energía masiva, destruyéndolos.
Cuando Karnak es enviado a los Kree para transmitirles un mensaje de Black Bolt, el Comandante Kree explica cómo enviaron a Ronan el Acusador como líder de los Kree después de que Mister Knife arruinara a Hala y comenzaran a forjar una nueva vida. Cuando se le pide que se arrodille, Karnak no lo hace. En cambio, hace todo lo posible para defenderse de Vox solo para que el Super-Inhumano someta a Karnak. Cuando llega Black Bolt, camina por los pasillos de la base Kree pronunciando todos los nombres de los Inhumanos caídos, convirtiéndolo en una canción sobre la muerte. Eventualmente, todo se reduce a Black Bolt contra Vox, quien tiene a Karnak como escudo. Black Bolt le hace señas a Karnak para que Vox lo tome en su lugar. Vox aparentemente acepta el cambio mientras se teletransporta detrás de Black Bolt. Ante los ojos de Karnak, Vox corta la garganta de Black Bolt.
Los Kree toman prisionero a Black Bolt y reparan el daño causado en su garganta sin usar sedantes ni anestesia para aliviar el dolor, lo que los llevó a pensar que el gran poder de Black Bolt desaparece cuando no grita y, por lo tanto, la profecía sobre el Rey de la Medianoche es ya no es una amenaza para los Kree. Sin embargo, mientras es transportado, resulta que todavía tiene su voz, pero es débil. Después de matar a varios Kree, Black Bolt asegura un arma de fuego y encuentra vivo a Ronan el Acusador. Sin embargo, es un prisionero de Vox y ha sido experimentado junto con los soldados Kree que son leales a Ronan. Black Bolt se entera de esto cuando ve que Ronan se ha convertido en un cyborg. A pedido de Ronan, Black Bolt le permite un asesinato misericordioso susurrando "Estás perdonado". En otra parte, Medusa y los miembros sobrevivientes de la Familia Real Inhumana intentan reclutar a Beta Ray Bill en su lucha contra Vox y los Kree.
La Familia Real Inhumana finalmente está llevando la batalla a los Kree y llega justo a tiempo para salvar a Black Bolt de Vox. Gracias a la interferencia de Beta Ray Bill, la Familia Real Inhumana puede dominar y matar a Vox, pero no antes de que aparentemente pueda matar a Crystal. Pronto se dan cuenta, para su sorpresa, de que Vox era en realidad Maximus disfrazado y concluyen que el Super-Inhumano no es una persona. En cambio, es un programa y también se revela que el poder de la voz que todos suponen que está vaporizando a sus objetivos en realidad solo los teletransportaba, como se vio después de la aparente muerte de Crystal, ella ha sido transportada a un lugar desconocido donde los científicos de Kree están experimentando. sobre las víctimas Inhumanas que supuestamente fueron asesinadas. Si bien Lockjaw no se ve, Triton parece estar en una especie de tanque de estasis junto a Naja, Sterilon y otros Inhumanos sin nombre. Crystal ahora está condenada a ser la próxima Vox.
Al reunirse con la Familia Real Inhumana y Beta Ray Bill, Karnak le dice a Black Bolt que Vox es un programa que transporta a sus "víctimas" a los Kree. Con los Kree planeando convertir a cualquier Inhumano cautivo en Vox, Karnak afirma que no todos serán rescatados. Como a Black Bolt le queda un grito más, Karnak le dice que haga que cuente. Usando su lenguaje de señas, Black Bolt se dirige a los demás sobre cómo ha cometido errores en el pasado y se disculpa con ellos. Después de un momento de silencio, Black Bolt le ordena a Gorgon que se dé la vuelta. La nave Inhumana golpea la base de los Kree. Vox luego presiona un botón para liberar a los Inhumanos controlados por Vox. Mientras Gorgon y Beta Ray Bill se enfrentan a los soldados Kree, Black Bolt, Medusa y Karnak llegan al laboratorio donde encuentran a Inhumanos controlados por Vox como Crystal y Lockjaw. Usando un láser, Black Bolt elimina a Crystal y Lockjaw controlados por Vox solo porque estaban en su camino. Al entrar por una puerta, Black Bolt hace señas de "Te amo. Lo siento" antes de susurrarles que corran. Mientras Medusa y Karnak luchan contra Crystal y Lockjaw controlados por Vox, Black Bolt se enfrenta a otros Inhumanos controlados por Vox como Triton. Con lo poco que quedaba de su poder, Black Bolt destruyó los motores responsables de transmitir el programa Vox, matando a todos los Inhumanos allí y robando a los Kree de sus planes. Gorgon y Beta Ray Bill llegan diciendo que los Kree han huido y ven a Crystal y Lockjaw todavía con vida, habiendo sido liberados del control Vox cuando los motores fueron destruidos. Black Bolt emerge de la habitación cuando Medusa le ordena a Lockjaw que los saque de la base Kree. Cuando Crystal pregunta a dónde deben ir, Black Bolt usa su lenguaje de señas para decir "A casa". Lockjaw luego los teletransporta. Beta Ray Bill confirmaría más tarde que los Reales fueron los últimos Inhumanos, aunque todavía hay algunos Inhumanos activos en la Tierra.

## Poderes y habilidades
Incluso sin utilizar la Niebla Terrigena, las modificaciones de Kree, combinadas con siglos de reproducción selectiva, le han dado a todos los Inhumanos ciertas ventajas. Su esperanza de vida promedio es de 150 años y un inhumano en buen estado físico posee fuerza, tiempo de reacción, velocidad y resistencia mayores que los mejores atletas humanos. Karnak y otros Inhumanos normales que se encuentran en excelente forma física pueden levantar una tonelada y son físicamente ligeramente superiores al máximo del logro físico humano normal. La exposición a la Niebla Terrigena puede mejorar y, en algunos casos, reducir estas capacidades físicas. La mayoría de los Inhumanos están acostumbrados a vivir en un ambiente libre de polución y libre de contaminación y tienen dificultades para tolerar el nivel actual de contaminación del aire y el agua de la Tierra por un período de tiempo prolongado.

## Conocidos Inhumanos

### Alpha Primitivos
Los Alpha Primitivos son una raza esclava creada por los Inhumanos, que apareció por primera vez en Fantastic Four # 47 (febrero de 1966). Debido a la baja población de los Inhumanos, crearon una fuerza de trabajo de homínidos criados para ser fuertes, pero de inteligencia limitada. También se les hizo incapaces de reproducirse, siendo producidos solo por clonación. Fueron utilizados por Maximus el Loco en varios esquemas, lo que resultó en ser liberados de la servidumbre por Black Bolt; ya no serían clonados y los que ya están hechos podrían vivir sus vidas en una reserva bajo la ciudad propiamente dicha. Después de algún tiempo, se entendió que los Alpha Primitivos no podían vivir solos, y el arreglo anterior se revirtió.
El antiguo rey de los Inhumanos llamado El No Hablado reveló que los Alpha Primitivos son en realidad humanos que han sido expuestos al gas creado a partir de Cristales de Xerogen, una sustancia creada por los Kree como un arma para que los Inhumanos la utilicen contra sus enemigos humanos.

### Super-Inhumanos
Los Kree finalmente diseñaron una nueva raza de Inhumanos que difiere mucho de la original llamada Super-Inhumanos. Se cree que están diseñados desde el nacimiento con casi todos sus compañeros con habilidades inhumanas y ninguna de su problemática humanidad. No pueden ser balanceados, engañados o comprados, ya que solo quieren que los corazones de sus enemigos dejen de latir. El único miembro conocido de esta nueva raza es Vox, pero finalmente se reveló que la raza de los Super-Inhumanos fue en realidad un truco perpetuado por el Kree y Vox no es realmente una persona, en lugar de eso es un programa diseñado por el Kree que luego se imprime en los inhumanos seleccionados que los transforman genéticamente en una máquina de matar.

## Otras versiones

### Heroes Reborn
En esta realidad alternativa creada por Franklin Richards, los Inhumanos son en su mayoría lo mismo. Ellos viven en la Tierra, en Attilan. La mayor diferencia es la reverencia que tienen, mostradas en las estatuas, por Galactus y la multitud de heraldos que operan para él simultáneamente. Las nieblas de Terrigen no están completamente bajo su control, provienen de una grieta en el suelo. Sus orígenes últimos son desconocidos, pero Maximus el Loco se escapa en las cavernas en las profundidades de la ciudad para localizarlo. Aquí, se descubre que su ciudad tiene conexiones con otras áreas del mundo, como la Isla Monstruo del Hombre Topo.

### Casa de M
Black Bolt aparece como un aliado de Pantera Negra. Los otros Inhumanos estuvieron presentes en la reunión entre Black Bolt, el Profesor X y Magneto.

### Escuadrón Supremo
En el universo original del Escuadrón Supremo, la gente de la Princesa Poder, los utopistas, son el equivalente de los Inhumanos.

### Ultimate Marvel
Los Inhumanos hicieron su debut en el universo Ultimate Marvel en Ultimate Fantastic Four Annual # 1 (2005). Comienza con dos alpinistas que llegaron a las murallas de su ciudad, Atillan, en el Himalaya, cuando se los devuelve con sus recuerdos borrados. Los Inhumanos se dieron a conocer a los Cuatro Fantásticos cuando un miembro de su realeza, Crystal, huyó a Nueva York después de recibir la orden de casarse con Maximus, el hermano de Black Bolt. Johnny se encontró con Crystal e intentó salvarla de dos guardias reales de Atillan que intentaban capturarla. Golpeado, Crystal lo llevó de regreso al Edificio Baxter, y se reveló a los Cuatro Fantásticos. Ella dejó atrás a su perro Lockjaw, que tenía la capacidad de teletransportar a los Cuatro Fantásticos a Atillan. Una vez que se descubrió su presencia, Black Bolt despojó a la ciudad de su tecnología avanzada y los Inhumanos, incluida Crystal, se reubicaron. Se insinúa que se han trasladado a la Luna.
La versión Ultimate Marvel de Attilan es bastante diferente en apariencia a la versión Marvel Universe, como un nido de avispa gigante cruzado con una catedral gótica. Ultimate Crystal, Lockjaw y Black Bolt son similares a sus contrapartes; Medusa se representa con serpientes reales para el cabello, como su mítico tocayo. Gorgon es mujer, Karnak proyecta explosiones de energía (aunque todavía puede sentir debilidades y puntos de presión), Tritón tiene una apariencia más similar a un calamar, y Maximus es un cortesano un tanto decaído, a quien Crystal describe como "preening" y un "pavo real". Otros Inhumanos mostrados incluyen Tri-clops, con clarividentela visión (incluyendo el poder de ver lo invisible), Densitor (flunky Maximus, que presumiblemente puede aumentar su resistencia, durabilidad y la masa, lo suficiente como para convertirse en resistente al fuego) y un Inhumanos sin nombre que puede producir un enjambre de insectos -como criaturas voladoras de su cuerpo. Afirmaron que su ciudad había permanecido en secreto durante 10 000 años, lo que hace que sus antepasados contemporáneos con Atlántida de Ultimate Marvel.

### Amalgam Comics
Los Un-People son un grupo de superhéroes en el universo Amalgam Comics. Son una combinación de DC Comics, siempre personas y Marvel Comics' Inhumans.

### Inhumanos 2099
En el 2004, Marvel Knights 2099: Inhumans de un solo número escrito por Robert Kirkman, que tuvo lugar en el futuro en un mundo alternativo (Tierra-2992) que no era idéntico al Universo alternativo Marvel en la Tierra-928 presentado en la década de 1990, los libros Marvel 2099, los Inhumanos abandonan la luna de la Tierra y se ven obligados a vivir a bordo de una nave espacial después de que se aprueba la Ley de Registro de Mutantes. Después de irse, Black Bolt se ubica a sí mismo y sus confidentes más cercanos (Tritón, Gorgon, Karnak, Crystal y Medusa) en estasis criogénica y, en su ausencia, su hermano Maximus se hace cargo como líder de los Inhumanos que viven a bordo de la nave espacial. Mientras tiene el control, Maximus mata a los confidentes de Black Bolt mientras duermen. Cincuenta años después, Black Bolt es liberado de estasis criogénica para descubrir que Maximus ha matado a los más cercanos a él. En represalia, rompe su voto de silencio y destruye la nave espacial de los Inhumanos matando a todos a bordo, incluido él mismo.

### Inhumanos (Tierra-9997)
En esta realidad, Attilan fue devuelto a las montañas del Himalaya en algún momento hasta que la población se cansó de vivir recluida y decidió abandonar el Gran Refugio para forjar nuevos destinos entre la humanidad. Esto sucedió en un momento en que Maximus estaba una vez más compitiendo por el poder y había construido una bomba que, una vez detonada, liberaría las Nieblas Terrigen en la atmósfera terrestre. La Familia Real Inhumana logró evitar que lo hiciera, y Medusa lo mató en el proceso. Sin un reino sobre el cual gobernar, la Familia Real Inhumana decidió viajar a las estrellas y encontrar su destino en otras partes del universo. Sin embargo, Black Bolt sintió que su gente sería perseguida y demonizada por la humanidad, al igual que tratan a los mutantes en el mundo exterior, por lo que decidió desatar la bomba Niebla Terrígena que llena la atmósfera de la Tierra con el gas. Esto era desconocido para todos, incluido el Observador, a quien Black Bolt había cegado para evitar que lo viera. Se ha sugerido que Black Bolt tenía un conocimiento íntimo de los planes de los Celestiales para la Tierra, y el lanzamiento de las Nieblas de Terrigen en la Tierra era una forma de poner en marcha planes para detener el nacimiento Celestial en el núcleo de la Tierra.

## En otros medios

### Televisión
- Los Inhumanos se presentaron en el episodio de la serie animada de 1978 Cuatro fantásticos "Medusa y los Inhumanos". En esta continuidad, Medusa es la líder en lugar de Black Bolt. Black Bolt hace una breve aparición como un Inhumano sin nombre. Medusa es malvada y quiere apoderarse de la raza humana desde su base del Himalaya. Le lava el cerebro a la Mole para que ataque a HERBIE y a los 4 Fantásticos, hasta que HERBIE lo hace tropezar y recuperar sus recuerdos. Mientras escapan, Gorgon crea un terremoto, pero Reed Richards lo pone en una percha donde no puede usar sus poderes sísmicos. Karnak ataca a su nave, pero Sue Storm vuelve invisible su brazo y sale corriendo presa del pánico. Finalmente son confrontados por Medusa y muestran una proyección que muestra la banalidad de la vida humana. Los Inhumanos deciden que no vale la pena conquistar a los humanos y dejan libres a los Cuatro Fantásticos.[94]
- Los Inhumanos fueron presentados en la serie animada de los Cuatro Fantásticos de 1994. Los Inhumanos aparecieron en tres episodios de la "Saga de los Inhumanos" antes de convertirse en una subtrama durante el resto de la temporada.[95]Su creación a manos de Kree está intacta en esta serie. Después de que Maximus borra su memoria, una Medusa amnésica se une a Los 4 Terribles para lavarle el cerebro a La Cosa y matar a los Cuatro Fantásticos. Sin embargo, Gorgon rescata a Medusa. Después de esto, Johnny Storm encuentra a Crystal, Karnak y Lockjaw y lleva a su equipo a enfrentarse a los Inhumanos. Black Bolt pronto llega y domina a la Cosa, pero es debilitado por la atmósfera de la Tierra. Seeker secuestra a Tritón y lo usa para atraer a los Inhumanos, prometiendo matar a Tritón a menos que Medusa se case con él. Reed Richards localiza a Attilan y ayuda a la familia real a recuperar el trono. En un último intento, Maximus crea un campo de fuerza impenetrable alrededor de Attilan, aunque los Cuatro Fantásticos escapan. Johnny Storm y Crystal están separados y lloran el uno por el otro, ya que han desarrollado sentimientos el uno por el otro. En "The Sentry Sinister", Black Bolt usó su voz para liberarlos a todos, pero destruyó su ciudad. Crystal luego se unió a los Cuatro Fantásticos para estar con Johnny.
- Los Inhumanos aparecen en la serie de Hulk and the Agents of S.M.A.S.H.:
  - En la primera temporada, episodio 22 "Naturaleza Inhumana", A-Bomb se enamora de Crystal en la playa, pero ambos son teletransportados por Lockjaw y Triton. El equipo Smash los sigue a una base secreta del Himalaya. Maximus ha estado manipulando a la familia real para que crea que los humanos son malvados, pero Hulk los convence de que los humanos y los inhumanos tienen mucho que aprender el uno del otro. Black Bolt decide abrir el escudo que oculta la base, pero Maximus hace que permanezca de pie de forma permanente. Black Bolt rompe el escudo con una sola palabra y Crystal y A-Bomb se reúnen.
  - En la segunda temporada, episodio 26, "Planeta Monstruo, parte 2", Black Bolt, Gorgon y Lockjaw están entre los superhéroes que ayudan a los Agentes de S.M.A.S.H y Los Vengadores a luchar contra las fuerzas de la Inteligencia Suprema.
- Los Inhumanos aparecen también en la serie de Ultimate Spider-Man:
  - En la tercera temporada, episodio 20 "Inhumanidad", cuando Spider-Man y Tritón tuvieron que trabajar juntos cuando Maximus causa una guerra entre S.H.I.E.L.D. y los Inhumanos, donde Maximus tiene la mente controlada de la Familia Real Inhumana. Esto incluso llevó a Nick Fury a pensar que el estudiante de intercambio Triton es un espía. Después de que Maximus fue derrotado y Black Bolt impidió que Attilan se estrellara en Manhattan, Nick Fury hace de Triton, el embajador de S.H.I.E.L.D. como una disculpa a Tritón por su acusación anterior.
  - En la cuarta temporada, episodio 12, "La Agente Web", reveló que había una abandonada ciudad inhumana de Atarog a la que Spider-Man y Triton tuvieron que acudir para rescatar a Nick Fury que estaba cautivo con Crossbones y los agentes de HYDRA con él para obtener a Madame Web. Después de que Crossbones fue derrotado y Nick Fury lleva a Madame Web a otro lugar, llega la Familia Real Inhumana (Black Bolt, Medusa, Lockjaw, Karnak y Crystal) y se ofrecen en llevar a Spider-Man y Triton de vuelta al Triskelion.
- Los Inhumanos aparecen en la nueva serie de Guardians of the Galaxy. En el episodio 12, "La Plaga Terrígena", el hecho de que los Kree habían creado a los Inhumanos y a Attilan siendo lanzados al espacio, también se demostró que los Inhumanos tienen los Alpha Primitivos trabajando para ellos. Los Guardianes de la Galaxia terminaron en Attilan después de haber sido traídos por Lockjaw durante el tiempo en que los Inhumanos han tenido una Plaga Terrigena que hace que los Cristales de Terrigen comiencen a crecer de su cuerpo. También se demostró que los Alpha primitivos están totalmente cristalizados y aún están vivos. Durante este tiempo, Maximus aparentemente había hecho una cura para la plaga Terrigena mientras también ponía a Black Bolt bajo su control mental. Cuando Ronan el Acusador llegó, Maximus juró la lealtad de los Inhumanos a los Kree. Ronan el Acusador volvió a su trato y decidió destruir a Attilan. Al confiscar el casco de control mental, Ronan hizo que Black Bolt ordenara a Lockjaw que lo teletransportara y Star-Lord a las cavernas de Cristal de Terrigen para destruir a Attilan desde abajo. Luego de que Star-Lord usara el CryptoCube para deshacer la plaga de Terrigen sobre los Inhumanos y los Alpha Primitivos, Black Bolt voló al espacio y usó su voz para paralizar la nave de Ronan el Acusador. Después, Medusa agradece a los Guardianes de la Galaxia en nombre de Black Bolt. En el episodio 21, "El Toque Inhumano", los Guardianes visitan a los Inhumanos en Attilan, donde Star-Lord ha obtenido la aprobación de Black Bolt para interrogar a Maximus sobre la ubicación de la Semilla Cósmica, hasta que planea escapar de su celda para controlarla y destruir cualquier planeta cercano.
- Los Inhumanos aparecen en Avengers Assemble:
  - Temporada 3: En el episodio 9, "Inhumanos entre Nosotros", cuando una nave inhumana que transporta Seeker y los Alpha Primitivos se estrella contra las montañas cerca de Maple Falls, los Vengadores responden a una llamada de socorro donde tienen una breve pelea con Black Bolt, Medusa, Gorgon y Karnak hasta que un capullo de Terrigen en un edificio cercano se abre Inferno. Los Vengadores y los Inhumanos tuvieron que trabajar juntos para luchar contra Inferno. Después de que Hulk y Lockjaw obtienen la necesidad cristalina de un dispositivo que dispersará la nube de Terrigen, los Alpha Primitivos alfa e Inferno comienzan a actuar como ellos mismos de nuevo. Lo que los Vengadores y los Inhumanos aún no saben es que Seeker había organizado este incidente en colaboración con Ultron. En el episodio 10, "La Condición Inhumana", Ultron ha invadido Attilan y captura a todos los Inhumanos, excepto Black Bolt, Lockjaw y Seeker. Los Vengadores acuden en su ayuda donde se descubrió que Seeker inventó un dispositivo que dispensaría la Niebla de Terrigen en la Tierra que transformaría a otros descendientes inhumanos como Inferno. Después de que Ultron volvió a trabajar el dispositivo para el buscador de cambio de fase, comenzó a utilizar una versión más grande para eliminar a la humanidad. Gracias a Black Widow arrojando un cristal de Terrigen después de que los Inhumanos fueron rescatados, los planes de Ultron se ven frustrados ya que las Nieblas Terrigen transforman a los humanos en descendientes Inhumanos. En los episodios de cuatro partes de "Civil War", Ultron se disfraza del político Truman Marsh y establece la Ley de Registro de Inhumanos para colocar "discos de registro" en los Inhumanos para poder controlarlos como parte de su nuevo plan para destruir a la humanidad. Sin embargo, los Vengadores y Los Poderosos Vengadores descubren su complot y liberan a los Inhumanos.
  - Temporada 5: En el episodio "Mists of Attilan", Pantera Negra y Ms. Marvel se reúnen con Black Bolt, Medusa y Crystal en Atillan sobre una promesa hecha hace años por el abuelo de T'Challa, T'Chanda, en dejarles un trozo de una garra de llave, pero se muestran reacios. Crystal lleva a Pantera Negra y Ms. Marvel a la cámara donde se encuentra la llave, solo para descubrir que ella es la Princesa Zanda de Narobia, miembro del Consejo de la Sombra, quién se hizo pasar por Crystal para tomar la llave. Ellos se encuentran con la verdadera Crystal en un pozo y escapan para detener a Zanda. Después de este complot y recuperar la llave, Black Bolt y Medusa aceptaron las disculpas de Pantera Negra por la verdad.
- Los Inhumanos ocupan un lugar destacado en la segunda temporada de Marvel Future Avengers. Durante los eventos del programa, un brote de la Niebla Terrigena en la Tierra hace que varios humanos desarrollen nuevos poderes, y los Vengadores y los Futuros Vengadores trabajan para determinar la causa del brote mientras intentan evitar que la Tierra entre en guerra con los Inhumanos.
- El 23 de abril de 2013 se lanzó un DVD de cómic animado de Marvel Animation basado en el volumen Inhumans de Paul Jenkins y Jae Lee. 2 # 1-12.[96]

### Universo Cinematográfico de Marvel

#### Serie de TV
- Los Inhumanos se introducen en el Universo cinematográfico de Marvel en la segunda temporada de Agents of S.H.I.E.L.D. con una introducción adicional en la tercera temporada. Esta fue la primera adaptación de acción en vivo de los Inhumanos, pero aún no ha presentado ningún miembro de la Familia Real Inhumana. Los experimentos de Kree con los Inhumanos datan de los días de la civilización Maya cuando un cazador Maya se convirtió en Hive.
  - Los Alpha Primitivos también se han presentado en la tercera temporada de la serie, pero se los conoce como "Primitivos". Son el resultado de experimentos fallidos para convertir a los humanos en Inhumanos a través de una combinación de patógenos de Cristales Terrigenos, la sangre de Daisy Johnson y un Kree Reaper, y el propio organismo parásito de Hive. Esto comenzó con Holden Radcliffe usando el patógeno en los cinco miembros cautivos de los Watchdogs. Mientras que los Primitivos tienen una fuerza mejorada e infrarroja sensorial, también pueden conservar las habilidades que tenían antes de su transformación.
- Una serie de televisión de acción en vivo de 8 episodios, titulada Marvel's Inhumans, se estrenó en ABC, después de que los dos primeros episodios se proyectaron en los cines IMAX a partir del 1 de septiembre de 2017 durante dos semanas.[97][98][99] IMAX también es socio financiero de Inhumans, y esta será la primera vez que una serie de televisión se estrena en IMAX. La serie se centrará en Black Bolt y otros miembros de la Familia Real, (Medusa, Maximus, Karnak, Gorgon, Crystal, Triton y Auran),[97][100] y no pretende ser una reelaboración de la película planeada de Marvel Studios, o un spin-off de Agents of S.H.I.E.L.D.[97] Scott Buck servirá como showrunner y productor ejecutivo en la serie.[101] La serie se encontró con calificaciones desfavorables y críticas de críticos y fanáticos por igual y se canceló después de una temporada.

#### Película
- Un informe comercial en marzo de 2011 dijo que Marvel Entertainment estaba desarrollando una película para los Inhumanos.[102][103] En noviembre de 2012, Stan Lee informó que la película está en desarrollo.[104] En agosto de 2014, se informó que Marvel estaba avanzando con el desarrollo de una película Inhumans, con un guion escrito por Joe Robert Cole.[105] En octubre de 2014, Marvel Studios confirmó a Inhumans, con fecha de lanzamiento el 2 de noviembre de 2018.[106] Vin Diesel había expresado interés en interpretar a Black Bolt poco después de que se anunciara la película. La fecha se retrasó hasta el 12 de julio de 2019.[107] Para octubre de 2015, Cole ya no estaba involucrado en la película y no se utilizarían los borradores potenciales que pudiera haber escrito.[108] En abril de 2016, la película se retiró del calendario de lanzamiento de Marvel para 2019 por razones desconocidas, aunque no se considera cancelada.[109] A partir de 2019 no ha habido más actualizaciones sobre el desarrollo de la película.
- Anson Mount repitió su papel (de la serie de televisión de acción en vivo Inhumans) en la película de Marvel Studios Doctor Strange en el multiverso de la locura (2022) como una versión de Black Bolt de Tierra-838, un universo alternativo del UCM principal, que es un miembro de los Illuminati. Su vestuario en la película está más cerca de su diseño de cómic.[110]
- En The Marvels (2023), el archivo de S.A.B.E.R. sobre Kamala Khan afirma que tiene herencia inhumana.

### Videojuegos
- Los Inhumanos aparecen en Marvel: Ultimate Alliance. Ofrecen a los héroes de Atillan (la versión que se encuentra en el Área Azul de la Luna) como una sede temporal después de que el Doctor Doom adquiera el poder de Odín y lo use para remodelar la Tierra. Después de que Medusa es corrompido por el Doctor Doom, Tritón, Crystal y Gorgon van a la Tierra para luchar contra el Doctor Doom y no se les conoce por el resto del juego. Visión luego menciona que pueden haber sido "incluidos en el ejército de Doom", que consiste en varios otros héroes corruptos que los jugadores deben luchar antes de enfrentarse al propio Doctor Doom. También hay un libro sobre Attilan que menciona la invasión previa de Apocalipsis en Attilan y la formación de los Dark Raiders.
- Black Bolt, Medusa, Gorgon, Karnak, Crystal y Thane se pueden desbloquear como personajes jugables en Marvel: Avengers Alliance.
- Black Bolt, Medusa, Crystal, Karnak, Gorgon, Maximus, Daisy Johnson, Kamala Khan, Lash, Moon Girl, Kid Kaiju, Inferno y Lincoln Campbell (Inhumano de MCU) son desbloqueables como personajes jugadores en Marvel Future Fight.
- Black Bolt, Medusa, Daisy Johnson, Kamala Khan y Lockjaw son personajes jugables en Marvel Puzzle Quest.
- Los Inhumanos también son jugables en Marvel Heroes.
- La Familia Real Inhumana (Black Bolt, Medusa, Crystal, Lockjaw y Maximus) se podrá jugar en Lego Marvel Super Heroes 2.
- Black Bolt, Crystal y Lockjaw son todos personajes jugables en Marvel Powers United VR (junto con Capitana Marvel, Hulk, Rocket Raccoon, Deadpool y Thor).